# Presa di Robecchetto
La presa di Robecchetto (detta anche battaglia di Robecchetto) è un episodio della seconda guerra d'indipendenza italiana. Fu combattuta il 3 giugno 1859 a Robecchetto con Induno e nella frazione di Malvaglio, fra austriaci e franco-piemontesi provenienti dal Piemonte, dopo la vittoria della battaglia di Turbigo. Fu uno degli episodi propedeutici della battaglia di Magenta che si svolse il giorno successivo.

## La battaglia
La prima divisione del generale de la Motterouge passò il Ticino verso le ore 14.00 del 3 giugno 1859, con in testa la brigata Lefèvre. Dopo aver superato l'area di Turbigo dove venne vinta la battaglia, il reggimento algerino dei turcos comandati dal colonnello Archinard, assaltò il paese di Robecchetto con tre battaglioni in linea, sostenuti da tre cannoni diretti dal generale Auger.
Il primo di questi battaglioni si diresse verso l'oratorio di Sant'Anna (nell'area detta "dell'Arbusta"), uno si pose lungo la strada principale del paese e uno nella parte orientale (che oggi porta il nome di via 3 giugno).
Il reggimento dei tirailleurs algerini venne seguito dal 45º reggimento di fanteria di linea del colonnello Manuelle che riuscì a mettere in fuga un gruppo di ussari giunti in avanscoperta, lasciando spazio poco dopo all'arrivo di Napoleone III che ripartirà poco dopo alla volta di Novara.
Retrocedendo, gli austriaci del 14º battaglione cacciatori a cavallo ripiegarono su Malvaglio, paese già presidiato dal 1º e dal 3º battaglione del 37º reggimento "arciduca Giuseppe". I francesi riuscirono a respingere in loco uno squadrone di cavalleria della divisione von Urban e della divisione Mensdorff provenienti da nord, dall'area di Castano, impadronendosi anche di due cannoni di supporto oltre che di una batteria completa di razzi. Quasi contemporaneamente, poco più a sud, la 1ª brigata Manèque della 2ª divisione Camou della Garde Imperiale assieme al 2º reggimento volteggiatori del colonnello Donay, occupò il ponte di cascina Padregnana, scacciando la 6ª compagnia del 37º reggimento di fanteria austriaco che ripiegò anch'esso su Malvaglio dopo un altro scontro avuto nella zona della chiesa di San Vittore presso il cimitero locale: in questo punto rimarrà gravemente ferito il capitano francese Ernest Charles Vaneecout, colpito pare da una fucilata inflittagli da un abitante locale che parteggiava per gli austriaci. Morirà il giorno dopo a Robecchetto e verrà sepolto nel cimitero locale di Turbigo.
Alla fine della giornata, verso le 17.00, il 2º corpo d'armata del generale Mac Mahon poté così muoversi verso sud, in direzione di Magenta, dove giungerà il mattino del 4 giugno. Sul posto vennero requisiti una serie di carri per il trasporto dei feriti più gravi all'ospedale di Novara. I francesi scelsero in maniera singolare di non aprire i sette scaricatori d'acqua del Naviglio Grande presenti presso la piccola comunità di Nosate, appena più a nord di Turbigo: questa sola azione avrebbe consentito il giorno successivo di avere il Naviglio completamente vuoto d'acqua e questo avrebbe facilitato di molto l'attraversamento di Ponte Nuovo di Magenta.
Nello scontro, venne particolarmente celebrato l'assalto alla baionetta condotto dai tirailleurs Algeriens (i cosiddetti turcos) il cui 1º battaglione, comandato dal comandante Gibon, fu quello più seriamente impegnato con un ufficiale ucciso e quattro feriti. Tra questi ultimi vi era anche il futuro generale Georges Boulanger, allora sottotenente, che così ricordava venticinque anni dopo le impressioni di quel giorno, in una lettera al colonnello in carica del 1° tirailleurs: